# Rutens de Romania
Els rutens (Rusíni en Rusyn, Ruteni en romanès) són una minoria ètnica a Romania.
Tot i que només 262 persones es van identificar oficialment com a "rutens" al cens romanès del 2002, 3.890 persones es van identificar com a hutsuls (en romanès: Huțuli; en rutè Hutsuly): una minoria els membres de la qual sovint identifiquen o són considerats com un subgrup dels rutens.
Hi ha 61.091 ciutadans romanesos identificats com a ucraïnesos (en romanès: Ucrainieni). Els romanesos i ucraïnesos viuen principalment al nord-oest de Romania; les poblacions més grans es troben als comtats de Satu Mare i Maramureş.
Com a minoria ètnica reconeguda oficialment, els rutens tenen un seient reservat a la Cambra de Diputats de Romania, que actualment és titular d’un partit anomenat Unió Cultural dels Rutenis de Romania.